# Năng lượng Gibbs tạo thành chuẩn
Năng lượng Gibbs tạo thành chuẩn (Gf°) của một hợp chất là sự thay đổi của năng lượng tự do Gibbs đi kèm với sự hình thành 1 mol chất ở trạng thái tiêu chuẩn từ các chất phản ứng cũng ở trạng thái tiêu chuẩn (dạng ổn định nhất của phần tử ở áp suất 1 bar và nhiệt độ xác định, thường là 298,15 K hoặc 25 °C).

## Năng lượng Gibbs tạo thành chuẩn của một số chất
Bảng dưới đây liệt kê năng lượng Gibbs tạo thành chuẩn của một số nguyên tố và hợp chất hóa học và được trích từ Lange's Handbook of Chemistry. Lưu ý rằng tất cả các giá trị đều tính bằng kJ/mol. Các bảng mở rộng hơn có thể được tìm thấy trong Sổ tay CRC về Hóa học và Vật lý và các bảng của NIST JANAF. Sách Hóa học online của Viện Tiêu chuẩn và Công nghệ Quốc gia (xem mục Liên kết ngoài bên dưới) là một tài nguyên trực tuyến chứa entanpi tạo thành chuẩn cho các hợp chất khác nhau cùng với entropy tuyệt đối chuẩn cho các hợp chất này, từ đó có thể tính toán năng lượng Gibbs tạo thành chuẩn.
| Chất                              | Trạng thái | Công thức hóa học | ΔGf° (kJ/mol) |
| --------------------------------- | ---------- | ----------------- | ------------- |
| Nhôm                              |            |                   |               |
| Nhôm                              | Solid      | Al                | 0             |
| Nhôm chloride                     | Solid      | AlCl3             | −628.9        |
| Nhôm oxide                        | Solid      | Al2O3             | −1582.3       |
| Bari                              |            |                   |               |
| Bari                              | Solid      | Ba                | 0             |
| Bari chloride                     | Solid      | BaCl2             | −806.7        |
| Bari carbonat                     | Solid      | BaCO3             | −1134.4       |
| Bari oxide                        | Solid      | BaO               | −520.4        |
| Bari sulfat                       | Solid      | BaSO4             | −1362.2       |
| Beryllium                         |            |                   |               |
| Beryllium                         | Solid      | Be                | 0             |
| Beryllium hydroxide               | Solid      | Be(OH)2           | −815.0        |
| Boron                             |            |                   |               |
| Bor trichloride                   | Solid      | BCl3              | −388.7        |
| Bromine                           |            |                   |               |
| Bromine                           | Liquid     | Br2               | 0             |
| Bromine trifluoride               | Gas        | BrF3              | −229.4        |
| Acid hydrobromic                  | Gas        | HBr               | −53.4         |
| Calcium                           |            |                   |               |
| Calci                             | Solid      | Ca                | 0             |
| Calci carbide                     | Solid      | CaC2              | −64.9         |
| Calci carbonat (Calcite)          | Solid      | CaCO3             | −1129.1       |
| Calci chloride                    | Solid      | CaCl2             | −748.8        |
| Calci chloride                    | Aqueous    | CaCl2             | −816.05       |
| Calci hydride                     | Solid      | CaH2              | −142.5        |
| Calci hydroxide                   | Solid      | Ca(OH)2           | −897.5        |
| Calci oxide                       | Solid      | CaO               | −603.3        |
| Calci sulfat                      | Solid      | CaSO4             | −1309.1       |
| Calci sulfide                     | Solid      | CaS               | −477.4        |
| Carbon                            |            |                   |               |
| Carbon (graphite)                 | Solid      | C                 | 0             |
| Carbon (kim cương)                | Solid      | C                 | 2.900         |
| Carbon dioxide                    | Gas        | CO2               | −394.39       |
| Acid carbonic                     | Aqueous    | H2CO3             | −623.1        |
| Bicarbonat                        | Aqueous    | HCO3−             | −586.85       |
| Ion carbonat                      | Aqueous    | CO32−             | −527.8        |
| Carbon disulfide                  | Gas        | CS2               | 67.1          |
| Carbon monoxide                   | Gas        | CO                | −137.16       |
| Glucose                           | Solid      | C6H12O6           | −910.56       |
| Ethanol                           | Liquid     | C2H5OH            | −174.8        |
| Carbonyl chloride (phosgene)      | Gas        | COCl2             | −204.9        |
| Caesium                           |            |                   |               |
| Caesi                             | Solid      | Cs                | 0             |
| Caesi chloride                    | Solid      | CsCl              | −414.4        |
| Chlorine                          |            |                   |               |
| Chlorine                          | Gas        | Cl2               | 0             |
| Chromium                          |            |                   |               |
| Chromium                          | Solid      | Cr                | 0             |
| Đồng                              |            |                   |               |
| Đồng                              | Solid      | Cu                | 0             |
| Đồng(I) sulfide                   | Solid      | Cu2S              | −86.2         |
| Fluor                             |            |                   |               |
| Fluor                             | Gas        | F2                | 0             |
| Hydro                             |            |                   |               |
| Hydro                             | Gas        | H2                | 0             |
| Nước                              | Liquid     | H2O               | −237.14       |
| Nước                              | Gas        | H2O               | −228.61       |
| Hydro peroxide                    | Liquid     | H2O2              | −120.42       |
| Hydro cyanide                     | Gas        | HCN               | +124.7        |
| Hydro iodide                      | Gas        | HI                | +1.3          |
| Hydro fluoride                    | Gas        | HF                | −275.4        |
| Hydro chloride                    | Gas        | HCl               | −95.30        |
| Iod                               |            |                   |               |
| Iod                               | Solid      | I2                | 0             |
| Iod                               | Gas        | I2                | 19.37         |
| Iron                              |            |                   |               |
| Lead                              |            |                   |               |
| Lithium                           |            |                   |               |
| Magnesium                         |            |                   |               |
| Magnesi carbonate                 | Solid      | MgCO3             | −1012.1       |
| Magnesi chloride                  | Solid      | MgCl2             | −591.8        |
| Magnesi hydroxide                 | Solid      | Mg(OH)2           | −833.7        |
| Magnesi hydroxide                 | Aqueous    | Mg(OH)2           | −769.4        |
| Magnesi oxide                     | Solid      | MgO               | −596.3        |
| Magnesi sulfate                   | Solid      | MgSO4             | −1170.6       |
| Mangan                            |            |                   |               |
| Mangan(II) oxide                  | Solid      | MnO               | −362.9        |
| Mangan(IV) oxide                  | Solid      | MnO2              | −465.2        |
| Thủy ngân                         |            |                   |               |
| Thủy ngân(II) oxide (red)         | Solid      | HgO               | −58.49        |
| Thủy ngân sulfide (red, cinnabar) | Solid      | HgS               | −50.6         |
| Nickel                            |            |                   |               |
| Nitrogen                          |            |                   |               |
| Amonia                            | Aqueous    | NH3               | −26.57        |
| Ammonia                           | Gas        | NH3               | −16.4         |
| Ammonium chloride                 | Solid      | NH4Cl             | −203.89       |
| Nitrogen dioxide                  | Gas        | NO2               | 51.3          |
| Nitrogen monoxide                 | Gas        | NO                | 87.60         |
| Oxygen                            |            |                   |               |
| Monatomic oxygen                  | Gas        | O                 | 231.7         |
| Dioxygen                          | Gas        | O2                | 0             |
| Ozone                             | Gas        | O3                | 163.2         |
| Hydroxide                         | Aqueous    | OH−               | −157.2        |
| Phosphorus                        |            |                   |               |
| Phosphorus trichloride            | Liquid     | PCl3              | −272.4        |
| Potassium                         |            |                   |               |
| Potassium bromide                 | Solid      | KBr               | −380.7        |
| Potassium chlorate                | Solid      | KClO3             | −296.31       |
| Potassium chloride                | Solid      | KCl               | −408.5        |
| Potassium fluoride                | Solid      | KF                | −537.8        |
| Potassium perchlorate             | Solid      | KClO4             | −303.1        |
| Silicon                           |            |                   |               |
| Silica (quartz)                   | Solid      | SiO2              | −856.4        |
| Silver                            |            |                   |               |
| Silver bromide                    | Solid      | AgBr              | −96.90        |
| Silver chloride                   | Solid      | AgCl              | −109.8        |
| Silver iodide                     | Solid      | AgI               | −66.19        |
| Silver oxide                      | Solid      | Ag2O              | −11.21        |
| Silver sulfide                    | Solid      | Ag2S              | −40.67        |
| Sodium                            |            |                   |               |
| Sodium carbonate                  | Solid      | Na2CO3            | −1044.4       |
| Sodium carbonate                  | Aqueous    | Na2CO3            | −1051.6       |
| Sodium chloride                   | Aqueous    | NaCl              | −393.17       |
| Sodium chloride                   | Solid      | NaCl              | −384.1        |
| Sodium fluoride                   | Solid      | NaF               | −546.3        |
| Sodium hydroxide                  | Aqueous    | NaOH              | −419.2        |
| Sodium hydroxide                  | Solid      | NaOH              | −379.4        |
| Sodium nitrate                    | Aqueous    | NaNO3             | −373.21       |
| Sodium nitrate                    | Solid      | NaNO3             | −367.06       |
| Sulfur                            |            |                   |               |
| Hydrogen sulfide                  | Gas        | H2S               | −33.4         |
| Sulfur dioxide                    | Gas        | SO2               | −300.13       |
| Sulfur trioxide                   | Gas        | SO3               | −370.4        |
| Acid sulfuric                     | Liquid     | H2SO4             | −689.9        |
| Thiếc                             |            |                   |               |
| Titani                            |            |                   |               |
| Kẽm                               |            |                   |               |